# لورا اشویلپالیته
لورا اشویلپالیته (به انگلیسی: Laura Švilpaitė) ژیمناست زادهٔ ۷ ژانویهٔ ۱۹۹۴ میلادی اهل کشور لیتوانی است.